# Honda RC213V
Die Honda RC213V ist ein Rennmotorrad, das von der Honda Racing Corporation (HRC) entwickelt wurde und seit 2012 in der MotoGP-Klasse, der höchsten Prototypen-Kategorie der FIM-Motorrad-Straßenweltmeisterschaft, eingesetzt wird. Sie ist nach den Modellen RC211V und RC212V das dritte Motorrad von Honda für die MotoGP und entspricht dem neuen Reglement, welches ab 2012 eingeführt wurde.

## Name des Modells
- RC = Hondas Bezeichnung für Rennmotorräder mit Viertaktmotoren
- 213 = drittes hergestelltes Motorrad im 21. Jahrhundert
- V = V-Motor

## Renneinsätze

### 2012
Ihr Debüt gab die RC213V beim Großen Preis von Katar, dem ersten Lauf der MotoGP-Weltmeisterschaft 2012. Die Kombination Honda Dani Pedrosa und Casey Stoner gewann in der Motorrad-Weltmeisterschaft 2012 zwölf der 18 ausgetragenen Rennen. Damit sicherten sich die beiden Piloten hinter Weltmeister Jorge Lorenzo auf Yamaha den Vizetitel sowie den dritten Platz in der Fahrerweltmeisterschaft. Zusammen mit den übrigen Honda-Werkspiloten Álvaro Bautista, Stefan Bradl sowie dem Ersatzfahrer Jonathan Rea wurde Honda mit 412 Weltmeisterschaftspunkten Konstrukteursweltmeister.

### 2013

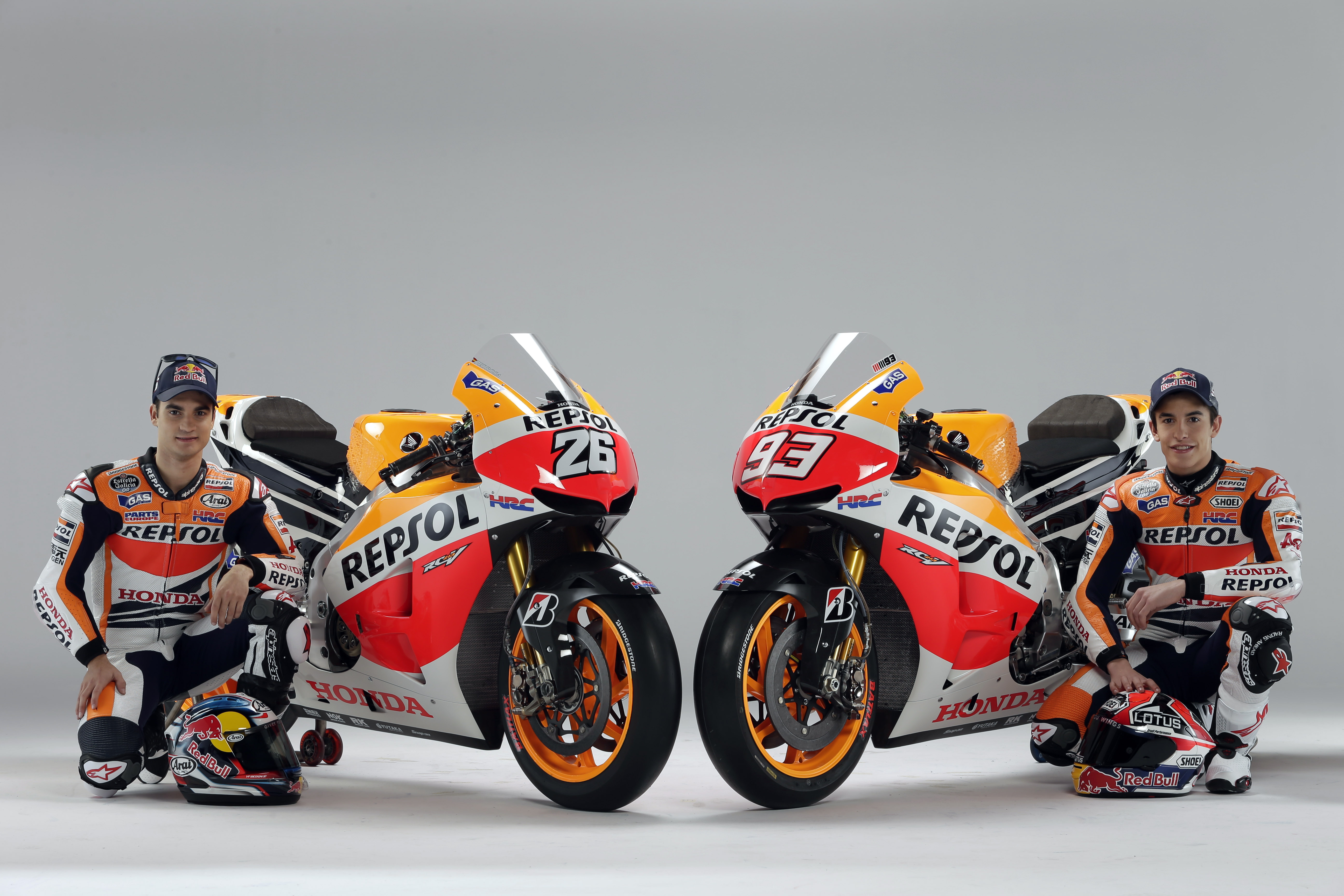
Marc Márquez und Dani Pedrosa neben ihren Honda RC213V´s 2013

2013 hat Honda mit dieser Maschine neun Rennen für sich entscheiden können. Insbesondere MotoGP-Rookie Marc Márquez allein gewann sechsmal; viermal davon in Folge. Dani Pedrosa holte drei weitere Siege. Zusammen mit den übrigen Honda-Stammpiloten Stefan Bradl und Álvaro Bautista gewann Honda vor Yamaha auch die Konstrukteursweltmeisterschaft 2013.

### 2014
Die Saison 2014 begann für Honda überaus erfolgreich. Die ersten zehn Rennen konnte Marc Márquez auf seiner RC213V gewinnen.

## Technik

### Technische Spezifikationen 2013er-Modell
Im Vergleich zum 2012er-Motorrad wurde die Steifigkeit des Chassis weiter erhöht. Das Twin-Spar-Aluminium-Fahrgestell kann nun mehr als 170 kW an den Hinterreifen übertragen. Die Verkleidung des Motorrades besteht aus CFK. Der wassergekühlte V-Motor mit vier Zylindern hat einen Hubraum von 1.000 cm³. Die Laufleistung wird mit 2.000 km angegeben. Der Tank fasst reglementsbedingt 21 Liter.
Sowohl die Teleskopgabel vorn als auch die Schwinge mit einfachem Feder-Dämpfer („Pro-Link“) hinten arbeiten mit Dämpferelementen von Öhlins. Reifenlieferant ist Bridgestone. Die Reifengröße beträgt vorn 125/60 R16,5 Zoll und hinten 190/65 R16,5 Zoll. Die vordere Bremse mit Carbon-Keramik-Bremsscheibe liefert Brembo. Die Stahlbremsscheibe für das Hinterrad ist von Yutaka. Bei Regenrennen wird auch am Vorderrad eine Stahlbremsscheibe eingesetzt.

### Technische Spezifikationen 2014er-Modell
Die Präsentation der Maschine für die Motorrad-Weltmeisterschaft 2014 erfolgte im Juni 2013. Gemäß den technischen Reglement für die kommende Saison reduzierte Honda den Tankinhalt auf nunmehr 20 Liter.

### Technische Spezifikationen ab 2016
zur Saison 2016 wurde die Durchmesser der Felgen auf 17 Zoll erhöht. Dazu wurden die Dimensionen durch den neuen Reifenlieferant Michelin auf 120/60/R17 vorne und 200/69/R17 hinten angepasst. Außerdem erhöht sich der Tankinhalt auf 22 Liter.

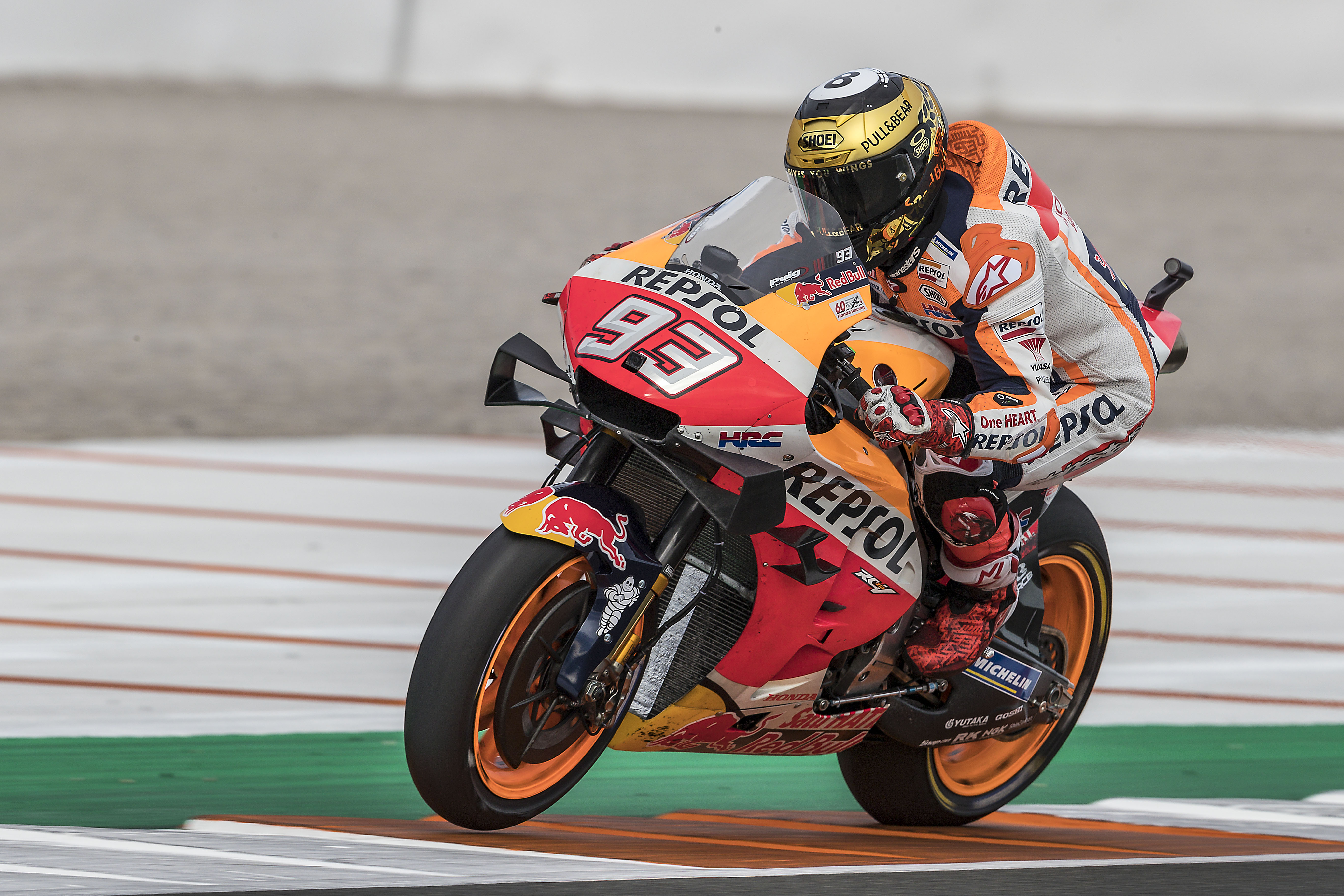
Erfolgreichster Pilot auf der RC213V, Marc Márquez, hier in Valencia 2019

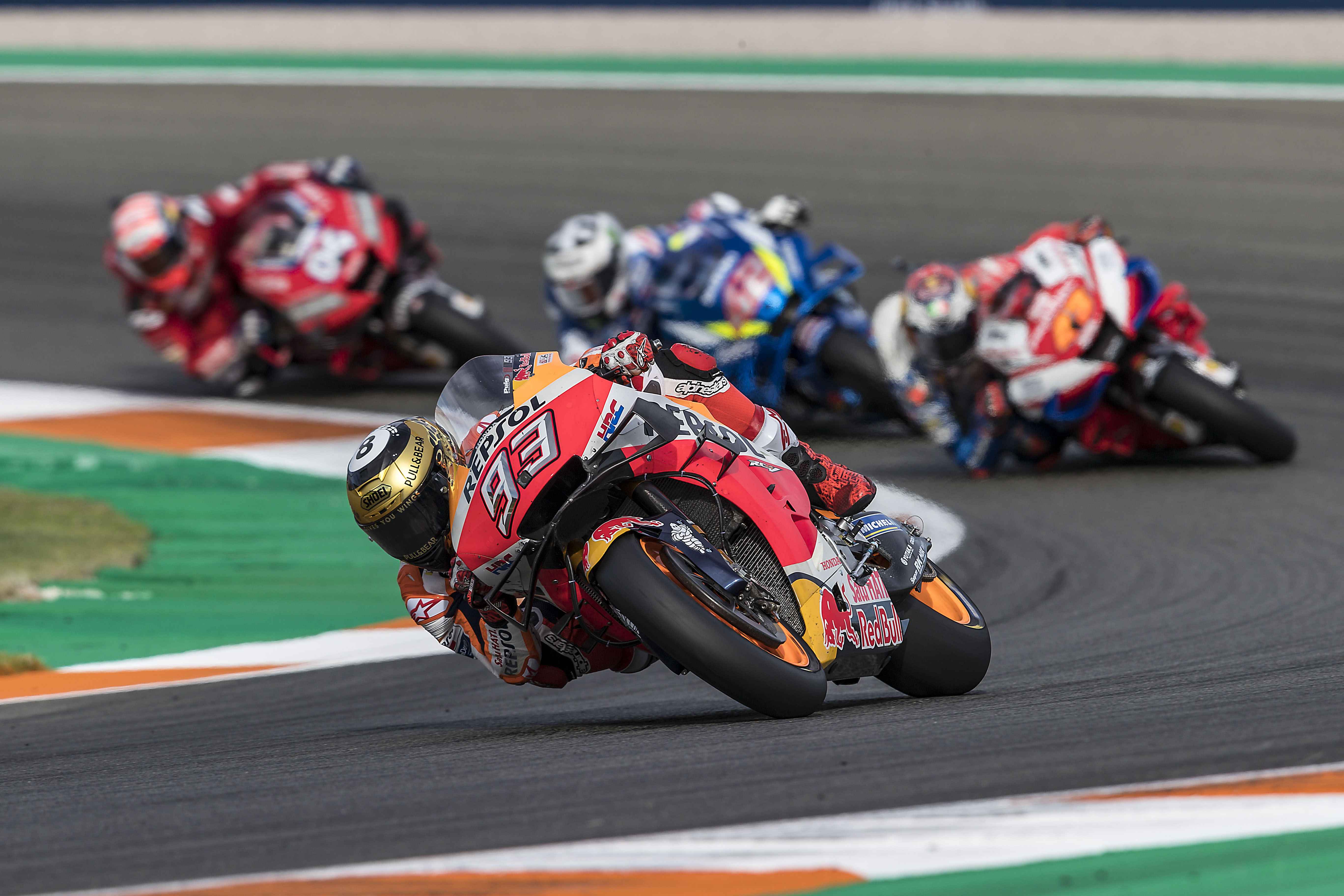
Marc Márquez, Valencia 2019, deutlich zu erkennen die aerodynamischen Anbauten (in schwarz) an der Front

## Erfolge

### Weltmeisterschaften
- 7 Konstrukteurweltmeisterschaften (2012, 2013, 2014, 2016, 2017, 2018, 2019)
- 6 Fahrerweltmeisterschaften (Marc Marquez 2013, 2014, 2016, 2017, 2018, 2019)
- 6 Teamweltmeisterschaften (Repsol Honda 2012, 2013, 2014, 2017, 2018, 2019)

### Siege
- 84

### Pole Positions
- 84

## Replika

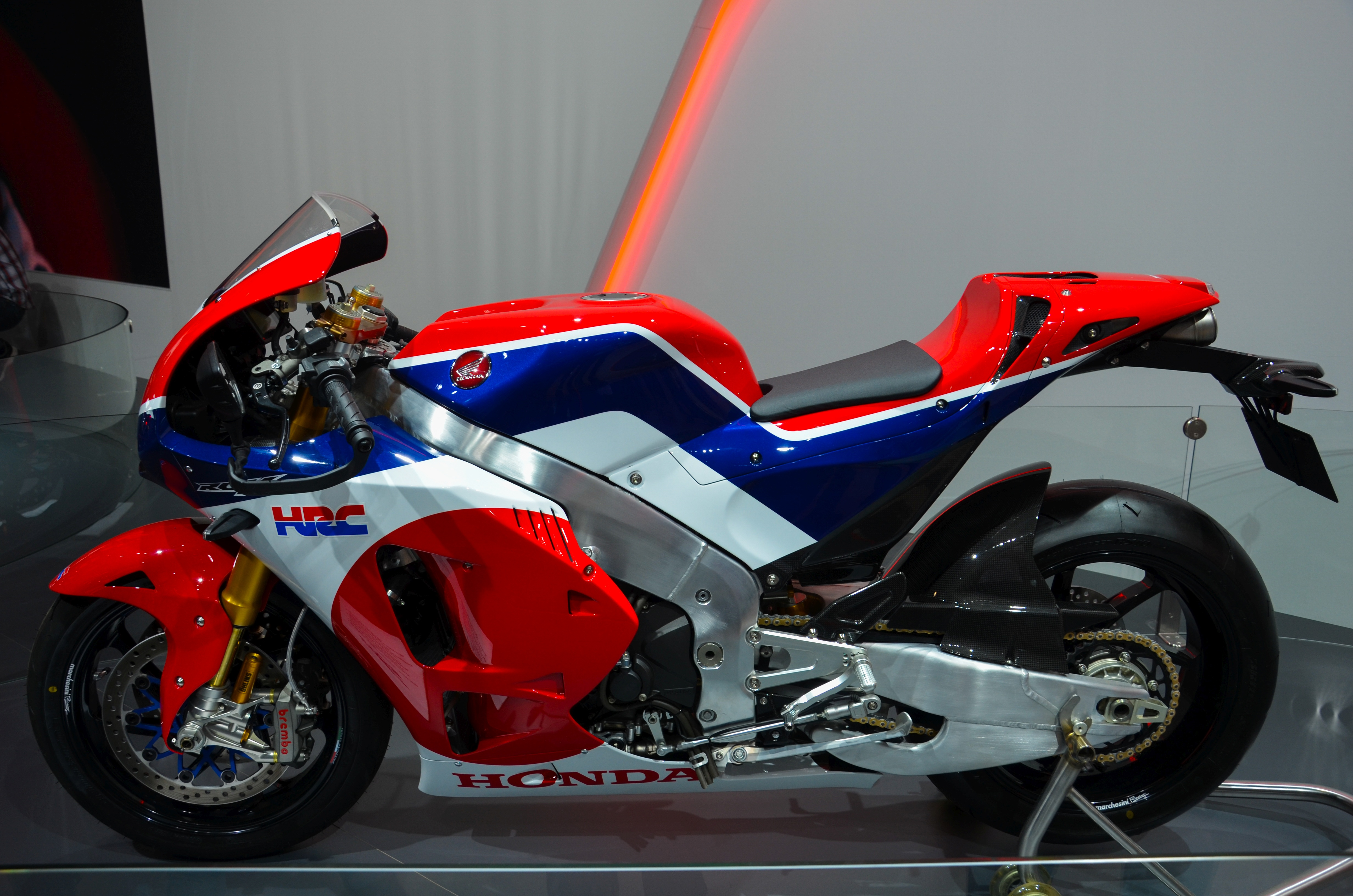
Honda RC213V-S

2015 brachte Honda eine straßenzugelassene Version auf den Markt. Die Verkaufsbezeichnung lautet RC213V-S. Das Motorrad kostete 188.000 Euro, leistete 159 PS bei 11.000/min und wog trocken 170 kg. Käufer konnten zudem später noch ein Renn-Kit für ihre RC213V-S bestellen. Bei Einbau leistete die Maschine dann 215 PS und wurde 10 kg leichter.